# ماريان مارتن
ماريان مارتن (بالإنجليزية: Marianne Martin)‏ هي دراجة أمريكية، ولدت في 1 نوفمبر 1957 في فنتون في الولايات المتحدة.

## وصلات خارجية
- ماريان مارتن على موقع أرشيف الدراجات (الإنجليزية)
- ماريان مارتن على موقع إحصائيات الدراجات الإحترافية (الإنجليزية)
- ماريان مارتن على موقع CycleBase (الإنجليزية)